# Jaap Veenendaal
Evert Jacob (Jaap) Veenendaal (Amersfoort, 26 juli 1903 - Soest, 7 mei 1981) was een Nederlandse illustrator. 
Jaap Veenendaal was de oudste van zeven kinderen, hun vader had een boekhandel in de Langestraat van Amersfoort. In 1928 huwde hij Sara Maria Meerdink met wie hij zes kinderen kreeg. In hun nieuwe woonplaats Soest kreeg hij les van Johan Herman Isings.
Jaap Veenendaal werkte voor meerdere uitgevers. Zo verscheen zijn werk bij Bosch & Keuning, Callenbach, Kluitman, Ploegsma en Van Goor. Bij gebrek aan opdrachten voor tekeningen maakte hij in de Tweede Wereldoorlog vooral olieverfschilderingen in opdracht. Zijn andere werk werd verkocht in de kunsthandel van zijn broer in Amersfoort.
Samen met natuurkenner en plaatsgenoot Rinke Tolman maakte hij tekeningen voor enkele plaatjesalbums van Kanis & Gunnink. In het jeugdblad De Merel verschenen tekeningen van zijn hand in de rubriek Kwispelstaart. In 1927 schreef hij voor het protestants literaire tijdschrift Opwaartsche wegen. Hij ondertekende zijn werk met het monogram V. of met JAAP V. De stripserie Bongo ondertekende hij met het pseudoniem Javé.

## Open Vensters
Voor de serie schoolboekjes Open Vensters, die vanaf 1935 verscheen, maakte hij gekleurde tekeningen en aquarellen. Van deze serie zou ook een katholieke versie verschijnen, geschreven door Willem Wildschut. In 1949 maakte Veenendaal ook de illustraties voor de Indische versie van Open Vensters. Hiervoor verbleef hij een tijdlang op Bandoeng. Het was de aanleiding om zijn nieuwe huis in Soest Taman Terbuke (Open Vensters) te noemen.

## Strips
Jaap Veenendaal schreef twee stripverhalen over het negerjongetje Bongo. Bongo beleeft in de strips avonturen bij de Pygmeeën. De verhalen verschenen in enkele kranten.

## Nalatenschap
Het werk van Jaap Veenendaal wordt bewaard in het Amersfoortse museum Flehite. Op een tentoonstelling in 1989 werden naast zijn illustraties ook veel van zijn stadsgezichten op Amersfoort getoond. Deze stadsgezichten waren in 1945 als ansichtkaart verschenen. Ook van Bunschoten-Spakenburg maakte hij illustraties waar ansichtkaarten van werden gemaakt.

## Illustraties (selectie) voor
- Jan Bernard en zijn vrienden (Klaas van der Geest, 1956)
- Judith Leyster (1952)
- Een jaar op "De Smidse (1949)
- In sprookjesland (1948)
- De drie Japen (1946)
- Het vonkende vuur (Cor Bruijn, 1944)
- Het grote boek (1943)
- De kampeerders van Wolfheze (J. Wadstra, 1942)
- Ontdekkers der wereld (1941)
- Kerstfeest in Januari (1940)
- De houtvester van Kenja (Walter Tomson, 1940)
- Carl's kerstfeest in Papoea-land. Een zendingsverhaal (1939)
- Langs den afgrond (1939)
- Toch geen verloren jaar (1939)
- De Waterwolf verliest (A. Grimme, 1939)
- Waar wolven wonen. Een vertelling uit den Kaukasus (1939)
- In het diepst van de wildernis. Een boek van avontuur (1938)
- Onder de Papoea's (Albert Zaaier, 1938)
- Zo'n jongen toch (1938)
- Op en om den spoorput (Y. Jacobs, 1937)
- Niet die meisjes.... maar jij! (1937)
- Op jacht naar boeven en Meerkoet (Piet Adriaan de Rover, 1937)
- De timmerman van Zerbst. Een verhaal uit het begin der hervorming in Duitsland (1934)
- Het hele jaar buiten (Mien Labberton, 1934)
- Wolken en zon (P.A. de Rover, 1934)
- Joost (1933)
- Aa bee cee dee. Om te leeren lezen (1932)
- Pioniers en Papoea's. Een verhaal uit het binnenland van Noord-Nieuw-Guinea (1930)
- De verrassing : verhalen voor kinderen van 6-9 jaar (Tine Brinkgreve-Wicherink, 1928)
- Als de zee roept (1928)
- Hein Smit. Een verhaal uit het begin onzer mobilisatie (F. Speerdal, 1928)
- Van vijf rijksdaalders en een gulden (1928)
- Gerdientje (W.G. van de Hulst, 1927)
- Wout de scheepsjongen (W.G. van de Hulst, 1927)
- Dordt voor den prins. Een historisch verhaal uit de dagen van Dordrechts overgang naar de zijde van Oranje, 1572 (1927)
- De inktvlek en het ei. Een verhaal uit den tijd der geloofsvervolging (1925)
- Van een jonker die werkman en van een boendermaker die jonker wilde worden (1925)
- Vadertje Wim (1922)
- Moortje, leesboekje voor de aanvangsklasse (Olga van Ravenstein)
- Peter Brons ( E.J. van Binsbergen)
- Rinke Luit, de vrolijke veerman (Cor Bruijn)
- Open Venstersserie (Rie van Rossum en S.J. Matthijsse)

tijdschriften
- De Merel, rubriek De Kwispelstaart

Plaatjesalbums Kanis en Gunnik
- Veluwe vakantieland
- 't Allernieuwste land

Strips
- Bong, onder pseudoniem Javé

## Biografie
- Richard van Schoonderwoerd den Bezemer, Beschrijving van leven en werk van de illustrator Evert Jacob (Jaap) Veenendaal (1903-1981) in: Lexicon van de jeugdliteratuur, No. 71 (jun 2006), p. 1-5,

- Digitale Bibliotheek voor de Nederlandse Letteren: veen119
- International Standard Name Identifier: 0000 0000 7519 9895
- Library of Congress Control Number: n2010000242
- Nederlandse Thesaurus van Auteursnamen: 069646627
- RKD-Nederlands Instituut voor Kunstgeschiedenis: 79664
- Virtual International Authority File: 106764937
- WorldCat: E39PBJvxwmbBdJrB3KvmWtMQMP